# Über-Ich und Du
Über-Ich und Du ist eine deutsche Filmkomödie aus dem Jahr 2014 mit Georg Friedrich und André Wilms in den Hauptrollen. Regie führte Benjamin Heisenberg, der auch das Drehbuch zusammen mit Josef Lechner schrieb. Der Film startete am 8. Mai 2014 in den deutschen Kinos. Der Titel ist angelehnt an die gleichlautenden Begriffe aus der Psychoanalyse Sigmund Freuds.

## Handlung
Nick ist ein Gelegenheitsgauner, der versucht, sich mit dem Verkauf gestohlener antiquarischer Bücher die Schuldeneintreiber des Milieus vom Hals zu halten. Er trifft bei einem Einbruch überraschend auf den Bewohner der Villa, Curt Ledig, und dessen Tochter, die gerade in den Urlaub aufbrechen. Nick wird für den erwarteten Housesitter Franz gehalten und freundlich willkommen geheißen. Ledig überzeugt seine Familie, dass er nun doch in seiner Villa bleiben könne, zumal er in Nick ja eine Unterstützung im Krisenfall habe. In der Zwischenzeit erfährt man, dass Ledig ein renommierter, aber nicht mehr praktizierender Psychotherapeut ist, der sich in der Zeit vor und während des Zweiten Weltkriegs von Joseph Goebbels protegieren ließ, was er gleichermaßen zu verdrängen scheint, wie er bereit wäre, es aufzuarbeiten.
Ledig beobachtet heimlich, wie Nick Bücher entfernt, um sie zu verschachern. Er beschließt darauf für sich, ihn – vorerst ohne sein Wissen – zu therapieren. Im Verlauf des Films entwickelt sich zwischen den beiden so eine Art freundschaftlicher Hassliebe, vielleicht im Sinn der Bindungstheorie. Nachdem sie von Nicks Hehlern geschlagen worden sind, befragt Ledig Nick während einer Autofahrt und arbeitet auch mit Suggestionen. Daraufhin stellt Nick neurotische Veränderungen an sich fest: So kann er etwa keine Küche mehr betreten und beginnt mit dem Auge zu zwinkern – Tics, die er Ledig quasi abgenommen hat.
Bei einem Aufenthalt in Ledigs Ferien-Almhütte kommt es zum Eklat; Nick lässt sich nach einem Heilungsversprechen von Ledig bis zum Kopf eingraben, wird von diesem aber über Nacht nicht mehr befreit. Nach dieser kathartischen Erfahrung – siehe auch Katharsis (Literatur) –, die auch für Ledig nicht folgenlos bleibt, begeben sich alle Beteiligten zu einer Tagung, wo Ledig endlich öffentlich seine Vergehen in der Vergangenheit eingestehen möchte. Als er damit beginnt, werden ihm Bücher gezeigt, in denen er diese Abbitte bereits geleistet hatte. Anschließend erscheint die Hehlerbande. In der entstehenden allgemeinen Verwirrung flüchten alle in den Park des Tagungsschlosses. Ledig und Nick verstecken sich schließlich in der Hülle eines im Park landenden Heißluftballons (Sinnbild des Über-Ichs?), der schon früher im Film aufgetaucht war.

## Auszeichnungen
Die Komödie erhielt eine Einladung in die Reihe Panorama Spezial der 64. Filmfestspiele von Berlin.

## Rezeption
„Schon wegen der vielen Seitenhiebe auf die Psychowelt, die sich raffinierterweise sowohl als beißende Kritik, aber auch als charmante Parodie verstehen lassen, kann man getrost den Film durchkichern.“

„Über-Ich und Du steckt voller Einfälle und beiläufig erzählter, aber zutiefst komischer Episoden – was auch an den Darstellern liegt. […] Über-Ich und Du ist nicht mit einer Satire auf die Psychoanalyse zu verwechseln, wenn auch der Film einige höchstvergnügliche Seitenhiebe auf den Wissenschaftsbetrieb und seine Eitelkeiten parat hat. Eine raffiniert erzählte und intelligent verrückte Komödie, in der jeder Dialog und jedes Bild mit Liebe und Hintersinn in Szene gesetzt ist.“

„[U]m Komik herzustellen, reicht es nicht aus, zwei neurotische Helden aufeinander loszulassen – auch wenn sie von André Wilms und Georg Friedrich großartig verkörpert werden. Was dem Film fehlt, sind Pointen.“

„So wie dieser zugleich gelungene wie missratene Charakter, der im leeren Raum zwischen Slapstick und Psychostudie driftet, wirkt auch der ganze Film. Mal zündet er, mal ist er nah der Explosion, aber meistens geht sein Ideengepansche leider einfach nicht auf.“

„[U]nd das ist der grandiose Witz dieser Komödie gegen alle Konventionen. Nichts passt besser zusammen als das, was überhaupt nicht zusammenpasst. Insofern sind der introvertierte André Wilms und der immer etwas kraftmeierische Georg Friedrich auch das perfekte Schauspielerpaar für diese Liebeserklärung an eine Welt der Gegensätze und Widersprüche, in der jeder eine Meinung, aber keiner recht hat.“

„Über-Ich und Du reißt immer neue Themen an, bevor das vorherige auch nur voll etabliert ist. Das Resultat ist eine gut gespielte Komödie, bei der das Lachen nicht die vielen Fragezeichen überdecken kann. Schade.“